# Bassus cancellatus
Bassus cancellatus är en stekelart som först beskrevs av Günther Enderlein 1920.  Bassus cancellatus ingår i släktet Bassus och familjen bracksteklar. Inga underarter finns listade.